# Glyptogona
Glyptogona Simon, 1884 è un genere di ragni appartenente alla famiglia Araneidae.

## Distribuzione
Le due specie oggi note di questo genere sono state reperite in Europa meridionale, Medio Oriente e Asia meridionale: la specie dall'areale più vasto è la G. sextuberculata, rinvenuta in varie località dell'area compresa fra l'Italia e Israele.

## Tassonomia
L'alto numero di specie trasferite ad altri generi, in proporzione al numero di specie valide, rendono di difficile caratterizzazione le due specie tuttora rimanenti, per cui questo genere è incertae sedis nell'ambito degli Araneinae.
Dal 2005 non sono stati esaminati esemplari di questo genere.
A marzo 2014, si compone di due specie:
- Glyptogona duriuscula (Simon, 1895) - Sri Lanka
- Glyptogona sextuberculata (Keyserling, 1863)[2] - dall'Italia ad Israele

### Specie trasferite
- Glyptogona bufo Denis, 1941; trasferita al genere Araneus Clerck, 1767[1].
- Glyptogona decemtuberculata (O. P.-Cambridge, 1889); trasferita al genere Enacrosoma Mello-Leitão, 1932.
- Glyptogona fumosa (Nicolet, 1849); trasferita al genere Phoroncidia Westwood, 1835, appartenente alla famiglia Theridiidae.
- Glyptogona gayi (Nicolet, 1849); trasferita al genere Phoroncidia Westwood, 1835, appartenente alla famiglia Theridiidae.
- Glyptogona leprosa Simon, 1896; trasferita al genere Enacrosoma.
- Glyptogona multilobata Simon, 1896; trasferita al genere Enacrosoma Mello-Leitão, 1932.
- Glyptogona nicoleti Roewer, 1942; trasferita al genere Phoroncidia Westwood, 1835, appartenente alla famiglia Theridiidae.
- Glyptogona pennata (Nicolet, 1849); trasferita al genere Phoroncidia Westwood, 1835, appartenente alla famiglia Theridiidae.
- Glyptogona sexlobata Simon, 1895; trasferita al genere Enacrosoma Mello-Leitão, 1932.
- Glyptogona spissa (Nicolet, 1849); trasferita al genere Phoroncidia Westwood, 1835, appartenente alla famiglia Theridiidae.
- Glyptogona umbrosa (Nicolet, 1849); trasferita al genere Phoroncidia Westwood, 1835, appartenente alla famiglia Theridiidae.
- Glyptogona variabilis (Nicolet, 1849); trasferita al genere Phoroncidia Westwood, 1835, appartenente alla famiglia Theridiidae.